# Pejeva in Nehenova duša
Pejeva in Nehenova duša sta prvič omenjeni v piramidnih besedilih in se nanašata na prednike staroegipčanskih vladarjev. 
Nehen (grško Hierakonpolis, Sokolovo mesto) je bil gornjeegipčansko središče čaščenja boga Hora, katerega nasledniki naj bi bili egipčanski faraoni. Pe (grško Buto) je bilo spodnjeegipčansko mesto, ki ni znano po čaščenju Hora, ampak po tem, da je mesto Horu podelil Ra, ko so Horu v boju za egipčanski prestol poškodovali oko.
Čaščenje prednikov faraonov, tudi mitoloških in brezimih,  kot sta bili Pejeva in Nehenova duša, je bilo za faraone pomembno, zato so jih omenjali v številnih napisih. Celo kušitski faraoni so se videli kot potomci Pejeve in Nehenove duše.
Zdi se, da sta med duše Heliopolisa spadali tudi Pejeva in Nehenova duša.
Privrženci Hora so se v egipščanščini imenovali »Šemsu-Her«.